# Hattuvaara
Hattuvaara är en finländsk by i kommunen Ilomants i Norra Karelen. Byn ligger omkring 40 kilometer nordost om orten Ilomants och tillkom på 1600-talet. Den är känd som en ortodox by, med Petrus och Paulus kapell, Finlands äldsta ortodoxa kyrkobyggnad, från slutet av 1700-talet.
Under fortsättningskriget utkämpades strider vid Hattavaara den 27 juli 1944 som en del av slaget om Ilomantsi. En minnesbyggnad uppfördes på 1990-talet för att hedra krigsveteraner. Där finns restaurang, museum och utställningar.
Omkring 16 kilometer öster om Hattuvaara, på ön Virmajärvi, ligger Finlands östligaste punkt, som samtidigt är det kontinentala EU:s östligaste punkt.
Strax nordnordväst om Hattavaara finns Pampalogruvan, där guldmalm började brytas 2011 av Endomines. I trakten finns också blå täljsten och diabas.
Vid Hattuvaara ligger också museibandgården Makkola, med byggnader tillbaka från tidigt 1800-tal.